# International Society for Neoplatonic Studies
Die International Society for Neoplatonic Studies (ISNS) ist eine philosophiehistorische Gesellschaft, die 1973 in Richmond KY (USA) gegründet wurde.
Ziel der Gesellschaft ist die Förderung von Lehre und Forschung der Philosophie Platons. Schwerpunkte sind die Schriften Platons und seines Schülers Aristoteles, deren Interpretationen im Lauf der Geschichte sowie deren Einfluss bis in die Geistesgeschichte der Gegenwart. Das Bezugsfeld ist weitgespannt und betrifft sowohl philosophische, historische und literarische Perspektiven als auch Interpretationen aus christlichen, jüdischen, islamischen, paganen und anderen weltanschaulichen Ansätzen. Die Gesellschaft unterhält regionale Gruppen in Nord- und Südamerika sowie in mehreren europäischen Ländern.
Die ISNS organisiert seit 2003 jährliche Konferenzen und ähnliche Veranstaltungen. Beispielsweise fand die 12. Jahreskonferenz der ISNS im Jahr 2014 in Lissabon statt. Die letzte, 19. Jahreskonferenz fand im Juni 2022 in Athen statt. Ausgewählte Beiträge werden in Sammelbänden veröffentlicht.
Zu den Amtsträgern der Gesellschaft gehören John Dillon, John F. Finamore und Jean-Marc Narbonne (Universität Laval).

## Publikationen
Unter ihrer Schirmherrschaft wird seit 2007 das International Journal of the Platonic Tradition von John F. Finamore und Suzanne Stern-Gillet im Verlag Brill Academic Publishers zweimal im Jahr herausgegeben.